# Optik Software
Optik Software é uma empresas de desenvolvimento de jogos de computador.
Entre os jogos criados, está o jogo War Inc., criado para MS-DOS. in 1997.